# 60.º Congreso A.I.P.S. y José Miguel Cano Secades

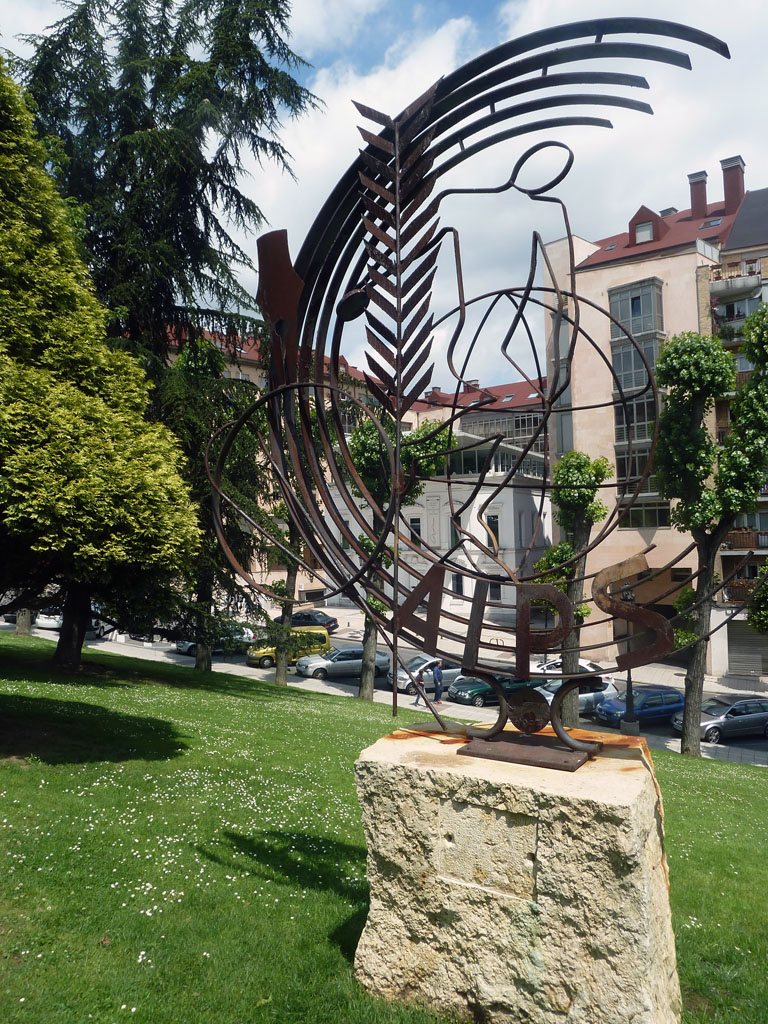
Escultura 60.º Congreso A.I.P.S. y José Miguel Cano Secades.

La escultura urbana conocida por el nombre 60.º Congreso A.I.P.S. y José Miguel Cano Secades, ubicada en el paseo Antonio García Oliveros, en la ciudad de Oviedo, Principado de Asturias, España, es una de las más de un centenar que adornan las calles de la mencionada ciudad española.
El paisaje urbano de esta ciudad se ve adornado por  obras escultóricas, generalmente monumentos conmemorativos dedicados a personajes de especial relevancia en un primer momento, y más puramente artísticas desde finales del siglo XX.
La escultura, hecha en hierro y colocada sobre un pétreo pedestal, es obra de Rafael Rodríguez Urrusti, y está datada en 1997.
El Ayuntamiento de Oviedo quiso, al ubicar la escultura en el Campillín recordar la celebración, que tuvo lugar en 1997, del 60.º Congreso Mundial de la Asociación de Periodistas Deportivos (AIPS), la cual se reunió en la ciudad de Oviedo, con representantes de 92 países de los cinco continentes.